# John Thorrington
John Thorrington (ur. 17 października 1979 w Johannesburgu) – amerykański piłkarz pochodzenia południowoafrykańskiego grający na pozycji defensywnego pomocnika.